# Biathlon aux Jeux olympiques de 1988
Pour des articles plus généraux, voir Bobsleigh aux Jeux olympiques et Jeux olympiques d'hiver de 1988.
Navigation
Sarajevo 1984 Albertville 1992
Les épreuves de biathlon aux Jeux olympiques d'hiver de 1988 ont lieu dans le Parc provincial de Canmore Nordic Centre entre le 20 et le 26 février.

## Podiums
| Épreuves                              | Or                                                                                    | Argent                                                                    | Bronze                                                               |
| ------------------------------------- | ------------------------------------------------------------------------------------- | ------------------------------------------------------------------------- | -------------------------------------------------------------------- |
| 10 km sprint résultats détaillés      | Frank-Peter Roetsch (GDR)                                                             | Valeri Medvedtsev (URS)                                                   | Sergueï Tchepikov (URS)                                              |
| 20 km individuel résultats détaillés  | Frank-Peter Roetsch (GDR)                                                             | Valeri Medvedtsev (URS)                                                   | Johann Passler (ITA)                                                 |
| Relais 4 × 7,5 km résultats détaillés | Union soviétique Dmitri Vassiliev Sergueï Tchepikov Alexandre Popov Valeri Medvedtsev | Allemagne de l'Ouest Ernst Reiter Stefan Höck Peter Angerer Fritz Fischer | Italie Werner Kiem Gottlieb Taschler Johann Passler Andreas Zingerle |

## Résultats

### 10 km sprint
L'épreuve de 10 kilomètres se déroule le 23 février 1988.
| Rang                                | Athlète                   | Temps         |
| ----------------------------------- | ------------------------- | ------------- |
| Médaille d'or, Jeux olympiques      | Frank-Peter Roetsch (GDR) | 25 min 08 s 1 |
| Médaille d'argent, Jeux olympiques  | Valeri Medvedtsev (URS)   | 25 min 23 s 7 |
| Médaille de bronze, Jeux olympiques | Sergueï Tchepikov (URS)   | 25 min 29 s 4 |
| 4                                   | Birk Anders (GDR)         | 25 min 51 s 8 |
| 5                                   | André Sehmisch (GDR)      | 25 min 52 s 3 |
| 6                                   | Frank Luck (GDR)          | 25 min 57 s 6 |
| 7                                   | Tapio Piipponen (FIN)     | 26 min 02 s 7 |
| 8                                   | Johann Passler (ITA)      | 26 min 07 s 7 |
| 9                                   | Dmitri Vassiliev (URS)    | 26 min 09 s 7 |
| 10                                  | Peter Angerer (FRG)       | 26 min 13 s 2 |

### 20 km individuel
L'épreuve de 20 kilomètres se déroule le 20 février 1988.
| Rang                                | Athlète                   | Temps         |
| ----------------------------------- | ------------------------- | ------------- |
| Médaille d'or, Jeux olympiques      | Frank-Peter Roetsch (GDR) | 56 min 33 s 3 |
| Médaille d'argent, Jeux olympiques  | Valeri Medvedtsev (URS)   | 56 min 54 s 6 |
| Médaille de bronze, Jeux olympiques | Johann Passler (ITA)      | 57 min 10 s 1 |
| 4                                   | Sergueï Tchepikov (URS)   | 57 min 17 s 5 |
| 5                                   | Youri Kachkarov (URS)     | 57 min 43 s 1 |
| 6                                   | Eirik Kvalfoss (NOR)      | 57 min 54 s 6 |
| 7                                   | André Sehmisch (GDR)      | 58 min 11 s 4 |
| 8                                   | Tapio Piipponen (FIN)     | 58 min 18 s 3 |
| 9                                   | Matthias Jacob (GDR)      | 58 min 20 s 1 |
| 10                                  | Peter Angerer (FRG)       | 58 min 46 s 7 |

### Relais 4 × 7,5 km
L'épreuve du relais se déroule le 20 février 1988.
| Rang                                | Athlète                                                                                  | Temps             |
| ----------------------------------- | ---------------------------------------------------------------------------------------- | ----------------- |
| Médaille d'or, Jeux olympiques      | Union soviétique (Dmitri Vassiliev, Sergey Chepikov, Alexandre Popov, Valeri Medvedtsev) | 1 h 22 min 30 s 0 |
| Médaille d'argent, Jeux olympiques  | Allemagne de l'Ouest (Ernst Reiter, Stefan Höck, Peter Angerer, Fritz Fischer)           | 1 h 23 min 37 s 4 |
| Médaille de bronze, Jeux olympiques | Italie (Werner Kiem, Gottlieb Taschler, Johann Passler, Andreas Zingerle)                | 1 h 23 min 51 s 5 |
| 4                                   | Autriche (Anton Lengauer-Stockner, Bruno Hofstätter, Franz Schuler, Alfred Eder)         | 1 h 24 min 17 s 6 |
| 5                                   | Allemagne de l'Est (Jürgen Wirth, Frank-Peter Roetsch, Matthias Jacob, André Sehmisch)   | 1 h 24 min 28 s 4 |
| 6                                   | Norvège (Geir Einang, Frode Løberg, Gisle Fenne, Eirik Kvalfoss)                         | 1 h 25 min 57 s 0 |
| 7                                   | Suède (Peter Sjöden, Mikael Löfgren, Roger Westling, Leif Andersson)                     | 1 h 29 min 11 s 9 |
| 8                                   | Bulgarie (Vassil Bojilov, Vladimir Velitchkov, Krasimir Videnov, Hristo Vodenitcharov)   | 1 h 29 min 24 s 9 |
| 9                                   | États-Unis (Darin Binning, Lyle Nelson, Curt Schreiner, Josh Thompson)                   | 1 h 29 min 33 s 0 |
| 10                                  | France (Éric Claudon, Hervé Flandin, Jean-Paul Giachino, Francis Mougel)                 | 1 h 30 min 22 s 8 |

## Tableau des médailles
| Rang | Nation               | Or | Argent | Bronze | Total |
| ---- | -------------------- | -- | ------ | ------ | ----- |
| 1    | Allemagne de l'Est   | 2  | 0      | 0      | 2     |
| 2    | Union soviétique     | 1  | 2      | 1      | 4     |
| 3    | Allemagne de l'Ouest | 0  | 1      | 0      | 1     |
| 4    | Italie               | 0  | 0      | 2      | 2     |